# 오가와 도시오
오가와 도시오(일본어: 小川敏夫, 1948년 3월 18일 ~ )는 일본의 정치인이자 전직 변호사, 판사, 검사이다. 입헌민주당 소속 참의원 의원이자 입헌민주당 상임고문이며, 제32대 참의원 부의장이다.
간 제1차 개조 내각 및 간 제2차 개조 내각, 노다 내각에서 법무 부(副)대신을 지냈으며, 노다 제1차 개조 내각에서 법무대신(제89대)을 지냈다. 과거 재판관 탄핵재판소의 재판장을 맡았으며, 민진당 시기에 참의원 간사장, 참의원 의원회장을 지냈다. 민주당 시절에는 민주당 참의원 간사장 및 참의원 정책심의회장, 참의원 외교방위위원회 위원장, 농림수산위원회 위원장, 내각위원회 위원장, 결산위원회 위원장 등을 지냈다.

## 생애

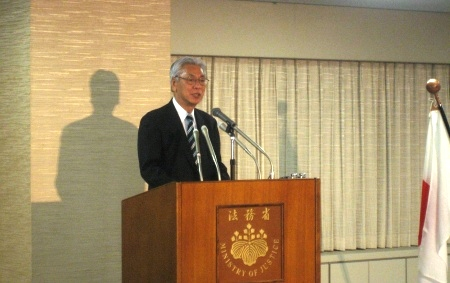
2012년 1월 13일, 법무대신 취임 직후 열린 기자회견

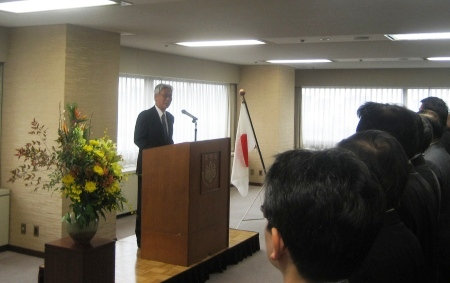
2012년 1월 16일, 법무성 직원들에게 훈시

1948년 도쿄도 네리마구 출생으로, 릿쿄 고등학교 및 릿쿄 대학 법학부를 졸업했다.
1970년 사법시험에 합격했다.
1973년 판사보에 임관, 시즈오카 지방재판소에서 근무했다.
1976년 검사로 전관(轉官)하여 도쿄 지방검찰청 검사를 역임했다.
1981년 검사 퇴관 후 변호사로 개업했다.
1988년에는 여배우 이치게 요시에(市毛良枝)와 결혼했다가 이후 이혼했다. 이에 대해 주간문춘 등 여러 잡지나 신문에서 이혼의 원인이 오가와의 가정폭력 때문이라는 보도가 나오기도 했다. 그러나 오가와 측은 의혹을 전면 부인하며 이를 보도한 잡지사를 사생활 침해죄로 고소하였고, 결국 도쿄 고등재판소에서 양 측이 화해하는 것으로 합의하였다(그 내용은 알려지지 않음).
이후 정계에 입문하여 신당 사키가케에 입당했으나 1996년에 탈당했고, 그 해 치러진 제41회 중의원 의원 총선거에 구(舊) 민주당의 공천으로 도쿄도 제9구에서 출마했으나 신진당 공천의 요시다 고이치(吉田公一)에 밀려 낙선했다.
이후 1998년 제18회 참의원 의원 통상선거에 민주당 공천으로 도쿄도 선거구에서 출마하여 초선에 성공했다. 이후 2004년 제20회 참의원 의원 통상선거에서도 재선되었다.
2007년에는 민주당 참의원 간사장, 참의원 외교방위위원회 위원장, 참의원 결산위원회 위원장을 맡게 되었다.
2010년 6월에는 오가와의 정치적 동지이자 같은 도쿄도를 지역구로 둔 간 나오토가 민주당 대표에 선출된다. 이후 간 나오토 지도부의 두터운 신임을 바탕으로 제22회 참의원 의원 통상선거에 도쿄도 선거구에서 출마하여 3선에 성공했다.
그 해 9월, 간 제1차 개조 내각에서 법무 부(副)대신에 임명되었다. 이후 그 해 11월 야나기다 미노루 법무대신이 국회의원 질의에 대한 답변 논란으로 자진 사퇴하자, 후임 법무대신에 오가와의 이름이 오르내렸으나 결국 내각관방장관인 센고쿠 요시토가 법무대신을 겸직하는 형태로 후임이 정해졌다.
2011년 1월 출범한 간 제2차 개조 내각에서 유임됐으며 그 해 9월까지 법무 부(副)대신으로 재임했다.
2011년 11월, 니시오카 다케오 참의원 의장이 사망함에 따라 히라타 겐지 민주당 참의원 간사장이 후임 의장으로 취임하면서 공석이 된 참의원 간사장에 취임하였다.
2012년 1월 노다 제1차 개조 내각에서 법무대신에 임명되며 처음으로 입각했다. 법무대신 재임 중 오자와 이치로의 자금 관리 단체인 리쿠잔카이(陸山会)와 관련된 의혹을 수사하던 검찰의 수사 보고서 위조가 드러나자, 소관 부처인 법무성의 수장인 오가와가 이러한 검찰의 처분에 비판적인 입장을 보이며 재조사를 지시하고 지휘권을 발동할 것을 노다 요시히코 총리에게 제안했으나 받아들여지지 않았고, 이후 총리와의 불화설이 제기되며 바로 다음 개각인 2012년 6월 개각에서 교체되었다. 재임 5개월여 만이었다. 오가와는 훗날 언론과의 인터뷰에서 총리와의 갈등이 법무대신 해임의 결정적인 이유였다는 점을 간접적으로 시인했다.
이후 2012년 12월, 참의원 예산위원회 수석 이사에 취임했다.
2015년 10월, 민주당 참의원 간사장에 다시 취임했다.
2016년 7월 10일 실시된 제24회 참의원 의원 통상선거에 민진당 공천으로 출마, 6명을 선출하는 중선거구인 도쿄도 선거구에서 6위의 득표를 하여 간신히 당선 턱걸이에 성공, 4선이 되었다. 당선 후 민진당 참의원 의원회장에 취임했다.
2017년 11월 17일에는 참의원 의원회장에 연임되었다.
2017년 제48회 중의원 의원 총선거 과정에서 벌어진 야권 분열에도 불구하고 끝까지 민진당을 지키다가 2018년 초 민진당과 희망의 당이 국민민주당으로 합당하는 것이 결정되자 이에 반발하여 4월 27일 탈당계를 제출, 입헌민주당에 입당하였다. 그 해 5월 11일, 입헌민주당 상임고문으로 취임하였다.
2019년 8월 1일, 참의원 부의장에 취임하였다.

## 정책 및 주장

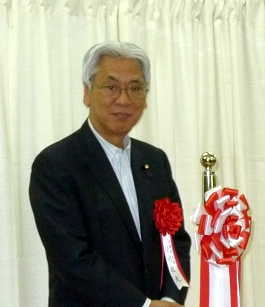
2011년 6월 3일, 법무 부(副)대신으로서 전국 교도소 작업 제품 전시회에서 인사하는 모습

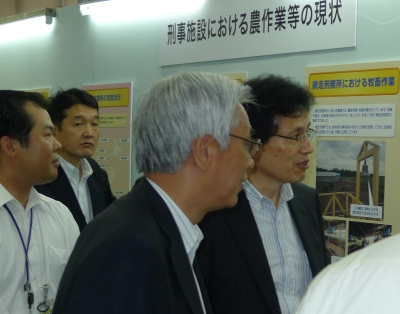
2011년 6월 3일, 법무 부(副)대신으로서 전국 교도소 작업 제품 전시회 시찰

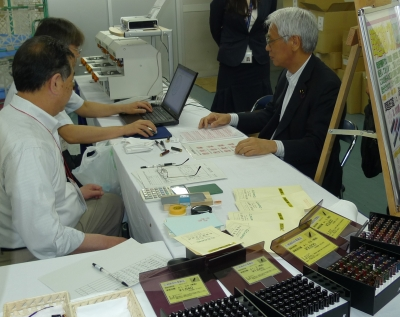
전국 교도소 작업 제품 전시회에 나온 진경도(津軽塗) 인감을 구입하는 모습

### 정치적 사안에 대한 입장

#### 민주당 정권교체 이전
- 2007년 3월 5일 참의원 예산위원회에서 마쓰오카 도시카쓰 농림수산대신과의 질의 과정에서 마쓰오카의 자금 관리 단체인 "마쓰오카 도시카쓰 신세기 정경 간담회"가 전기, 수도 요금 등의 공과금이 면제되는 의원회관에서 2005년 한 해에만 500만 엔을 초과하는 공과금을 계산한 점에 대해 질의하자, 마쓰오카는 "정수 장치와 난방 장치에 드는 돈이었다"고 답변하였고, 이에 오가와는 다시 마쓰오카에게 "그럴 리가 없다. 이건 명백한 허위 기재다"라고 비판했다.

#### 민주당 정권교체 이후
- 2010년 2월 10일 오자와 이치로 민주당 간사장의 자금 관리 단체인 리쿠잔카이(陸山会)와 관련된 "리쿠잔카이 사건", 대형 건설사인 니시마쓰 건설과 정치권 사이의 부패 스캔들 등 민주당 의원들과 관련된 비리가 속속 드러나자 오가와는 검찰이 철저히 사실을 규명하지 않고 언론에 수사 정보를 누설하고 있다며 "수사 정보 유출 문제 대책반"을 발족시켰다. 그런데 오가와가 아사히 신문과의 인터뷰에서 이 조직의 목적에 대해 설명하며 "도쿄 지검 특수부가 수사 정보를 누설하고 있다는 민주당의 주장이 여론의 공감을 얻는다면 목적이 달성되는 것이다"라는 뉘앙스로 발언하는 바람에 자민당 등 야당으로부터 언론 보도의 자유를 침해한다는 거센 반발을 샀다.[7]

다음은 이 조직에 대한 오가와 도시오와 아사히 신문과의 논란이 된 인터뷰 내용이다.

― 구체적으로 무엇을 조사하나?
신문 기사를 모아 분석한다. TV 뉴스는 녹화 기록이 새어나갈 우려 등이 있으므로 대상에서 제외했다. 잡지는 수사 정보의 누설은커녕 근거조차 없는 내용이 많아서 아예 처음부터 대상으로 삼지 않았다.
― 기사의 취재원에 대해 알고 있나?
내용적으로 검찰 측이 누설한 것으로 밖에 볼 수 없는 기사나 그 가능성이 높은 것을 뽑아내 국민에게 공표한다. 예를 들어 오자와 이치로 간사장이 참고인 자격으로 검찰에 출석한다는 것이 미리 밖으로 새어 나간다는 것 자체가 우리는 수사 방침의 유출에 해당한다고 보고 있다. 하지만 결국 누설이 있었다는 증거는 찾을 수 없을 것이다. 왜냐하면 검찰은 끝까지 부정할 것이고 언론이라고 해서 취재원을 무조건 밝히는 것은 아니기 때문이다. 사건 당사자 간 진술이 엇갈리고 있는 부분은 기사를 통해서도 정확히 알 수가 없는데 그 부분을 조사할 것이다. 이 이상으로 추궁할 생각은 없다.
― 사건 담당 검사와 언론사 기자가 접촉하고 있는 모습을 증거 사진으로 찍는다는 소문이 퍼지고 있는데.
그런 일은 하지도 않았고 앞으로 그럴 생각을 가지고 있지도 않다. 그렇게 해봤자 소용없다. 기자와 검사가 단순히 접촉한다는 것 자체가 수사 정보 누설의 증거가 되지는 않는다.
― 진실을 밝히지 못한 채 끝난다면 이 조직의 활동에 무슨 의미가 있다고 할 수 있겠는가?
수사 정보가 새어 나간다는 우리의 주장에 공감해주는 국민이 있다면 그걸로 된 것이다. 그렇게 되면 언론이나 검찰이 같은 잘못을 반복하지 않게 할 포석이 될 것이다.
― 결국 정권에 불리한 여론이 퍼지는 것을 막기 위한 것이 아닌가?
이 조직이 검찰에 대한 견제 성격일 것이라는 생각을 가진 당직자가 있을 수도 있고, 조직 설치에 대해 당내에서도 온도차가 있는 것은 사실이다. 하지만 나는 아시카가 사건 용의자로 체포된 스가야 도시카즈를 진술 내용만 나왔는데도 언론이 범인으로 간주한 것은 수사 정보 유출이 있었기 때문이라고 생각하고 있기 때문에, 꼭 해야 하는 활동이라고 본다.
― 자료 공표의 시점은 언제인가?
수사가 다 끝난 후가 될 것이다. 다만 사건이 지금 수준 이상으로 확대되거나 다른 혐의가 밝혀져서 당에 대한 비판 여론이 높아진다면, 그때 가서 아무리 보도에 대해 껄끄러운 마음을 드러낸다 하더라도 그 의미가 사라져 버릴지도 모르겠다.

- 2010년 2월 27일, 여름에 실시되는 제22회 참의원 의원 통상선거를 앞두고 오가와는 다른 6명의 참의원 의원과 함께 "기업·단체 헌금의 전면 금지를 목표로 하는 연구회"를 출범시키면서 회장에 취임했다. 그러나 참의원 선거가 끝난 뒤 민주당은 돌연 "기업·단체의 헌금을 전면 금지하도록 한 정치자금법 개정안이 성립되지 못했다"며 자제해오던 기업·단체 헌금의 수용을 재개하기로 결정했다.[9]
- 2010년 4월 27일, 하토야마 유키오 총리의 정치 자금 관리 단체인 "우애 정경 간담회"를 둘러싸고 정치자금법 위반 논란이 일었고 실제로 검찰의 수사도 있었으나, 이후 도쿄 제4 검찰심사회가 하토야마 총리에 대해 불기소 처분 결정을 내리자 "안심이 된다. 전직 비서에게는 유죄 결정이 내려졌는데 하토야마 총리가 불기소되었다는 것은 불행 중 다행이다"라고 말했다.[10]

### 국기·국가법 반대
1999년 일본의 국가 및 국가(國歌)를 정하는 법률안의 참의원 본회의 표결에서 반대표를 던졌다.

### 집단적 자위권 행사 인정 반대
2014년 4월 21일, 전직 행정 쇄신 담당 대신 렌호와 사회민주당 당수 요시다 다다토모는 제2차 아베 내각이 지향하는 헌법 해석 변경을 통한 집단적 자위권 행사 허용을 용인하지 않도록 버락 오바마 미국 대통령에게 요구하는 문서를 주일 미국 대사관에 전달했다. 이 문서에 같이 이름을 올린 사람으로는 노다 구니요시, 고니시 히로유키, 아리타 요시후, 도쿠나가 에리, 후쿠시마 미즈호 등이 있다. 이보다 앞서 미국을 방문한 민주당 지도부가 이러한 움직임에 적극적으로 나서자, 노다 제3차 개조 내각에서 방위 부(副)대신을 지낸 민주당 소속 중의원 의원 나가시마 아키히사는 자신의 트위터를 통해 "미국의 속국도 아니고, 한탄스럽다"라고 비판했다.

### 사형 집행
법무대신 취임 당시 기자회견에서는 전임 히라오카 히데오를 비롯한 에다 사쓰키, 센고쿠 요시토 등 민주당 출신의 법무대신들이 모두 신중한 입장을 보였던 사형 집행 문제에 관해서 "법률이 정한 법무대신의 직무이므로 무척 괴롭더라도 그 직책을 톡톡히 해내고 싶다"며 사형 집행에 적극적인 모습을 보이며 2010년 지바 게이코 전직 법무대신이 설치한 사형 제도에 관한 내부 연구회도 "이미 논의는 충분히 이루어졌다"며 폐지했다.
2012년 3월 29일, 오가와가 사형 집행 명령을 내린 미야자키 연속 살인 강도 사건의 범인 및 요코하마 전처 일가 살인 사건의 범인, 우와베 야스아키 등 3명의 사형수에 대한 집행이 각각 도쿄, 히로시마, 후쿠오카의 구치소에서 이루어졌다. 이 사형 집행은 2010년 당시 법무대신 지바 게이코의 명령으로 사형수 2명에 대해 집행한 이후 약 1년 8개월 만에 이루어진 것이며 노다 내각 하에서는 첫 집행이었다. 사형 집행 후의 기자회견에서 오가와는 "내각부의 여론조사에서 85%의 국민이 사형 제도를 지지하고 있으며 재판관들 사이에서도 사형이 지지를 받고 있다"며 "사형 집행은 법무대신의 직무로써 법률의 규정대로 직무를 수행하는 것은 법무대신의 의무이다"라며 사형 집행은 법무대신의 직무이며 국민으로부터 사형이 지지를 얻고 있다는 점을 강조했다.

### 위안부 문제
제1차 아베 내각 시기인 2007년 3월 5일 참의원 예산위원회에서 미국 하원이 위안부 문제에 관한 일본의 사죄를 촉구하기 위해 추진하기로 한 미국 하원 121호 결의에 대해 이의를 제기하는 아베 신조 총리에게 "사과하지 않으면 안되는 입장임에도 '위안부 증언은 사실 무근'이라고 말하는데 국제 여론은 이에 동의하지 않을 것"이라고 강하게 비판했다. 이후 오가와는 "대단한 폭언이군요", "지금은 하원 외교위원회 결의 정도에 머물고 있지만, 이제는 하원 전체에서 결의가 나올지도 모릅니다. 저는 지금 그로 인해 생기는 우리나라의 국제적 평가, 이것이 저하될 것을 염려해 말하는 것입니다" 등의 격앙된 비판을 이어갔다. 그러나 오가와는 이 결의의 원인이 된 일본 정부의 그릇된 역사 인식에 대해서는 어떠한 입장도 표명하지 않았다.

(중략)
오가와: 미국 하원에서 위안부의 강제성이 있었다는 피해자의 증언이 있었습니다. 그래서 하원에서 결의안이 채택되는지 여부가 지금 중요 관심사가 되고 있는 것이 아니겠습니까? 이러한 인권 침해에 대해 제대로 된 사과나 대응을 하지 않는다면 일본의 국제적인 신용을 해치게 되는 것은 아닐까 생각하는데, 총리의 생각은 어떻습니까?
아베: 본인이 희망해서 갔던 분들이 아마도 있을 것이라 생각합니다만, 중간에 들어간 업자가 사실상 강제했다는 사례도 있었다고 합니다. 그래서 넓은 의미로 봤을 때 강제성이 있었다는 게 미국 하원의 해석이 아니었을까 생각합니다. 일각에서 관리들이 집에 들이닥쳐 끌고 갔다는 주장도 있지만, 절대 그런 강제성은 없었습니다. 이번 미 의회의 결의안은 객관적인 사실에 근거하고 있지도 않고, 일본 정부의 지금까지의 대응도 고려하지 않았기 때문에 계속해서 일본의 입장을 미국에 전달하기 위해 노력하고 있으며, 또 결의가 채택된다고 해서 우리가 무조건 사죄해야 하는 것도 아닙니다.
오가와: 어떤 강제 사례가 있었습니까?
아베: 고노 담화에 쓰여져 있는 내용 그대로입니다. 사실 오가와 위원이 어떤 의도로 이런 질문을 하시는지 잘 모르겠습니다. 그저 미 하원의 결의안에 사실오인이 있다는 것이 우리 정부의 입장이죠.
오가와: 미국 하원에서 우리가 사죄하라는 결의가 나온다고 하는 것은 우리나라의 국제적 신용을 크게 해칠 수도 있는 매우 중요한 외교 사안인 것인데, 그렇게 따지면 "결의안에 사실오인이 있으니 만약 미국 하원이 그 결의안을 채택한다면 사실오인 투성이인 결의안을 채택한 미국은 나쁜 나라다, 그러니 일본은 일절 사과할 필요도 없고 그냥 무시하면 된다"라고 생각하는 것입니까?
아베: 결의가 있었다고 해서 무조건 사죄를 할 필요는 없다고 말씀드렸습니다. 결의안은 객관적인 사실에도 근거하지 않았으며 지금까지의 일본 정부의 대응에도 입각하지 않고 있는 것인데, 역으로 질문드리면 위원님은 이와는 반대의 생각을 가지고 계신 것입니까? 정부는 냉정하게 대응해 나갈 것입니다.
오가와: 이 문제에 대해 국제적 감각이랄까, 인권 감각이라고 하는 면에서 볼 때 총리의 대응에 대해서는 정말 쓸쓸하다는 느낌마저 들고, 정말 이 나라의 국제적 신용을 해치지는 않을까 걱정스럽습니다. 미국 하원에서 위안부 강제 동원 사실이 증언된 것에 대해 아무리 사실오인이라고 말하고 다녀봤자 국제 환경은 그렇게 호락호락하지 않다고 생각하고, 오히려 이러한 인권 침해에 대해서 분명한 사과와 대응을 하지 않는다는 것은 인권 감각, 즉 과거 일본이 일으킨 전쟁에 대한 진지한 반성이 역시 아직은 모자란 것이 아닌가 하는 국제적 평가가 나오게 하는 결과를 초래하지 않겠습니까?
아베: 저는 전혀 그렇게 생각하지 않습니다. 아마 오가와 의원과 저는 전혀 입장이 다른 것 같군요. 전후 60년간 일본은 자유와 민주주의, 그리고 기본적 인권을 지키며 걸어왔습니다. 그 점은 국제 사회에서 높이 평가되고 있다고 생각합니다. 또한 앞으로도 이러한 생각에는 변함이 없을 것이라는 점을 저는 지금까지 거듭 밝힌 바 있습니다. 오가와 의원은 지금까지의 일본의 걸음을 일부러 뒤로 돌리게 하려는 것이 아닙니까?
오가와: 대단한 폭언이군요. 지금은 하원 외교위원회 결의 정도에 머물고 있지만, 이제는 하원 전체에서 결의가 나올지도 모릅니다. 저는 지금 그로 인해 생기는 일본의 국제적 평가, 이것이 저하될 것을 걱정하고 있는 것입니다.
(후략)
— 2007년 3월 5일 참의원 예산위원회에서 오가와 도시오 위원과 아베 신조 총리 간의 질의·응답

### 선택적 부부 별성 제도
선택적 부부 별성제 도입을 포함한 민법 개정에 찬성하고 있으며, 국회의 법안 제출 과정에서 여러 차례 발의자에 이름을 올리고 있다. 오가와는 선택적 부부 별성제에 대해 "선택을 하게 해주면, 아무래도 사정상 그럴 필요가 있는 사람, 혹은 그것을 희망하는 사람에 대해 별성을 인정해 줄 수 있게 된다. 이를 인정함으로써 현재 부부 동성(同姓)을 의무로 하는 것에 따르는 여러 폐해들도 없앨 수 있을 것"이라고 말했다. 2015년 6월 12일에는 대표 발의자로서 민주당 등 야당의 입장을 담은 민법 개정안을 참의원에서 발의했다.

### 혼외자 차별 철폐
혼외자에 대한 차별 철폐에 찬성한다. 2013년 11월 21일, 출생 신고 기재 사항에서 적출(嫡出) 및 비적출의 구분을 없애자는 취지의 호적법 개정안을 야당 공동으로 참의원에서 발의했다.

### 영주 외국인에 대한 지방 선거권 부여 추진
- 2009년 11월 26일 중의원 제1 의원회관에서 재일본대한민국청년회, 재일본대한민국민단(민단)이 공동 주최한 "영주 외국인 지방 참정권 법안의 조기 입법화를 요구하는 11·26 긴급 원내 집회"에 스에마쓰 요시노리, 와타나베 고이치로, 데즈카 요시오, 하쓰시카 아키히로, 하쿠 신쿤, 곤도 마사미치, 우오즈미 유이치로, 와니부치 요코, 가사이 아키라와 함께 참석하여 재일 외국인 참정권 법안을 조기에 처리할 뜻을 표명했다.[21]
- 2012년 2월 21일, 법무대신으로서 중의원 예산위원회에 출석하여 영주 외국인 지방 참정권 부여에 찬성했다(시바야마 마사히코 자민당 의원의 질문에 대한 답변).

### 인권 옹호 법안 추진
법무대신 취임 후 영주 외국인(참정권 보유자)도 위원이 될 수 있는 인권위원회 설치 법안을 추진하기로 했다.
2012년 6월 4일 노다 제2차 개조 내각 출범과 함께 법무대신에서 퇴임한 뒤 민주당의 법무부문회의에 취임했다. 이후 인권 침해 구제 기관인 "인권위원회"를 법무성의 외국(外局)으로 신설하도록 하는 "인권 옹호 법안"의 입법화를 당내 신중론에도 불구하고 최종 결정했다. 오가와는 "더 논의한다고 해서 당내 의견 차를 좁힐 수 있는 분위기도 아니여서, 이참에 결론을 냈다"며 그 이유를 설명했다. 그러나 이러한 일방적인 결정은 이후 오가와가 당내에서 "차기 중의원 선거에 출마하여 인권 단체의 지원을 받아 표를 더 얻기 위한 전략"이라는 비판을 받는 원인이 되기도 하였다.

### 총리의 야스쿠니 신사 참배 반대
내각총리대신이 야스쿠니 신사에 참배하는 것에 대해서는 정교분리의 관점에서 반대하고 있다. 또 참배 때마다 역사적, 종교적, 국제적인 논란을 부르는 야스쿠니 신사를 대신해 전몰자들(A급 전범을 제외)을 안장할 국가 차원의 대체 추도 시설을 건립할 것을 주장하고 있다.

### 탈원전
탈원전 정책에 찬성하고 있다.

### TPP 반대
환태평양 경제 동반자 협정(TPP)에는 반대의 입장을 분명히 하고 있다.

### 후텐마 기지 문제
후텐마 기지의 이전 문제에 대해서는 헤노코 지역이 아닌 국외로 이전해야 한다고 주장한다.

### 공모죄 반대
2006년 4월 26일, 참의원 의원회관에서 열린 "공모죄에 반대하는 초당파 국회의원과 시민의 긴급 원내 집회"를 주재하였다. 이 자리에서 오가와를 포함한 사민, 공산, 민주 등 3당 의원들은 "공모죄는 현대의 치안유지법"이라며 반대 의사를 표명했다.

### 표현의 자유 규제 반대
2003년에 만들어진 아동 포르노 금지법에 따라 이루어진 만화, 애니메이션 등의 창작물 규제 및 단순 소지 규제를 반대하는 청원에 서명하고 "아동 보호라는 이름의 창작물 규제에 반대하는 청원 서명"의 대표 의원을 지냈다.
2016년 제24회 참의원 의원 통상선거 때 아키하바라 거리 유세에서 오가와는 "표현의 자유를 부정하는 것은 개개인의 존재 자체를 부정하는 것입니다"라고 발언했다.
또한 민진당 정책집에 창작물 규제와 관해 오해를 살 만한 표현이 있기는 했지만 애니메이션이나 만화를 규제하자는 것은 아니라는 에다노 유키오 민진당 간사장의 발언에 대해서도 동의했다.

## 인물
자산가
2010년 기준 오가와의 총 자산은 1억 5010만 엔(본인 명의 재산은 약 1억 3000만 엔)으로 참의원 의원 중 5번째로 가장 자산이 많았다. 이후 2005년 조사에서는 1위를 차지했다가 2011년에는 다시 5위로 떨어졌다.
경마
경마를 매우 좋아하여 본인 경주마를 따로 소유할 정도의 경마 애호가이다. 오가와가 소유한 여러 경주마 중에는 일본 중앙경마회가 수여하는 "닛케이상"을 2번이나 수상한 말도 있는데 이름은 "이탈리안 컬러"이다.
취미
- 가라오케(한국의 노래방)에서 이시하라 유지로의 노래를 즐겨 부른다.[27]
- 좋아하는 것은 가족 여행, 수영, 골프이다.[27]
- 좋아하는 음식은 소바, 야키니쿠, 중국 요리이다.[27]

명예 훼손 보도 재판
호치 신문(報知新聞)이 보도한 전처와의 이혼 원인이 가정폭력 때문이라는 것은 사실무근이라며 오가와는 민사소송을 제기했다. 도쿄 지방재판소 및 도쿄 고등재판소는 모두 해당 언론사의 명예훼손을 인정하였고, 따라서 기사의 취소 및 사과 광고 게재, 위자료 지불을 이끌어냈다. 또한 주간신조(週刊新潮)의 2012년 1월 26일자에서 같은 의혹에 대한 보도가 나오자 이에 대해서도 사실무근이라며 또 다시 명예훼손죄로 해당 언론사를 고소, 결국 220만 엔의 배상금을 얻어냈다. 이 밖에 비슷한 뉘앙스의 보도를 한 주간문춘에도 소송을 걸어, 2012년 11월 2일 도쿄 지방재판소에서 200만 엔 손해 배상 및 사과 광고를 명령하는 승소 판결이 났다. 이후 상급심에서도 최종 승소하여 결국 주간문춘은 2016년 9월 1일자 110쪽에 사과 광고를 싣게 되었다.

## 소속된 단체 및 의원 연맹
- 한일의원연맹
- 재일 한국인을 비롯한 영주 외국인 주민의 법적 지위 향상을 추진하는 의원 연맹

## 저서
- 『지휘권 발동 - 검찰의 정의는 사라졌다-』 아사히 신문 출판　ISBN 978-4-02-331194-7
- 『모리토모·국유지 불하 비리의 구조』 녹풍출판　ISBN 978-4-8461-1802-0

## 역대 선거 결과
|  | 27.11% |

|  | 19.19% |

|  | 17.87% |

|  | 11.43% |

|  | 8.16% |

## 참고 문헌
- 하세가와 유키히로 (2013년 1월 18일). 《정부는 이렇게 국민을 속인다》. 강담사. ISBN 978-4-06-295205-7.